# Network Control Program
Network Control Program (NCP) – pierwotny protokół sieci ARPANET.
W NCP warstwa fizyczna, warstwa łącza i warstwa sieciowa były określone przez Host/IMP Protocol. Warstwą transportową był Host-to-Host Protocol, razem z Initial Connection Protocol. Warstwy powyżej tego były połączone z aplikacją, np. FTP, SMTP itd.
1 stycznia 1983 fragmenty NCP stały się przestarzałe, gdy ARPANET zmienił swój protokół sieciowy z NCP na znacznie bardziej elastyczny i wydajny TCP/IP, wyznaczając początek współczesnego Internetu.